# Kampioenschap van Vlaanderen 2001
Il Kampioenschap van Vlaanderen 2001, ottantaseiesima edizione della corsa, si svolse il 21 settembre 2001 su un percorso di 182 km, con partenza e arrivo a Koolskamp. Fu vinto dal belga Paul Van Hyfte della Lotto-Adecco davanti al norvegese Bjørnar Vestøl e al francese Jean-Michel Tessier.

## Ordine d'arrivo (Top 10)
| Pos. | Corridore           | Squadra                 | Tempo    |
| ---- | ------------------- | ----------------------- | -------- |
| 1    | Paul Van Hyfte      | Lotto-Adecco            | 4h07'00" |
| 2    | Bjørnar Vestøl      | Team Fakta              | a 2"     |
| 3    | Jean-Michel Tessier | Cofidis                 | s.t.     |
| 4    | Stefan van Dijk     | Bankgiroloterij-Batavus | s.t.     |
| 5    | Geert Omloop        | Collstrop-Palmans       | s.t.     |
| 6    | Aart Vierhouten     | Rabobank                | s.t.     |
| 7    | Jans Koerts         | Mercury                 | s.t.     |
| 8    | Tom Flammang        | Cofidis                 | s.t.     |
| 9    | Jurgen Guns         | Vlaanderen-T Interim    | s.t.     |
| 10   | Scott Guyton        | Flanders-Prefetex       | s.t.     |